# Lecidea confluentula
Lecidea confluentula är en lavart som beskrevs av Müll. Arg. Lecidea confluentula ingår i släktet Lecidea och familjen Lecideaceae.  Arten är reproducerande i Sverige. Inga underarter finns listade i Catalogue of Life.